# 곰티재
곰티재(Gomtijae)은 대한민국의 경상북도 청도군 청도읍에서 매전면을 연결하는 고개이다. 국도 제20호선이 곰티재터널로 가로질러 지나갈 수 있다. 도로명은 곰티로(Gomti-ro)이다.

## 같이 보기
- 용각산
- 청도군